# История евреев в Кыргызстане
История евреев Кыргызстана — история евреев, проживающих на территории Кыргызстана с VI века н. э. История евреев в Кыргызстане тесно связана с историей евреев Средней Азии, напрямую связана с бухарскими евреями Узбекистана. В течение XX века большое количество европейских евреев эмигрировало в Кыргызстан, которая тогда была частью Советского Союза, и небольшое количество из них все ещё живёт в стране, так в Бишкеке действуют еврейское общество «Менора», синагога и школа «При Эц Хаим», издаётся ежемесячная еврейская газета «Мааян».
Археологические находки свидетельствуют о том, что еврейские торговцы из Хазарии начали посещать территорию Кыргызстана примерно в VI веке нашей эры.
В киргизской традиции термин «Дзит» использовался для описания евреев, и он упоминается в киргизской эпической поэме «Манас», которая восходит к X веку нашей эры. Правда, описанные в «Манасе» центральноазиатские города с еврейскими общинами, такие как: Самарканд, Бухара и Багдад, не входили в состав киргизской территории. Шелковый путь также вызывает исторические и легендарные воспоминания о десяти коленах Израиля, в том числе и в Кыргызстане.
Согласно переписи 1896 года, евреи составляли около 2 % всего населения области. Предположительно, что почти 100 % этих евреев были бухарскими евреями или, по крайней мере, евреями-сефардами, евреи-ашкенази не жили на территории Кыргызстана до XX века. Во время Второй мировой войны многие евреи бежали из европейских частей Советского Союза в Среднюю Азию, включая Кыргызстан. Смешанные браки между ашкеназской и бухарско-сефардской общиной не были обычным явлением.

## Бухарские евреи
Бухарские евреи — евреи из Центральной Азии, говорили на бухорском диалекте таджикского языка. После распада Советского Союза подавляющее большинство эмигрировало в Израиль и Соединённые Штаты, в то время как другие эмигрировали в Европу или Австралию.

## Средневековый период
В своих мемуарах Марко Поло упоминает о существовании еврейских торговцев вдоль Шелкового пути, проходившего через современный Кыргызстан. Эти евреи строили синагоги и говорили на арамейском языке. Известный арабский географ Аль-Макдиси (946−1000 гг.) упоминал еврейские общины городов Ош, Узген, Тараз.

## После Первой мировой войны
После Первой мировой войны в Кыргызстане увеличилось число евреев-ашкенази. Среди них было много представителей различных политических партий, сосланных в Среднюю Азию, или правительственных чиновников, которых попросили работать в сельской местности.
С началом коммунистической революции в Кыргызстан были отправлены многие политические активисты-пропагандисты, многие из которых были евреями, например, Г. Бройдо, который был председателем Бишкекского горсовета, и Пинчасов, Лифшиц и Фрей, которые были депутатами местных городских советов Оша, Джалал-Абада и Токмака.
В 1920 году киргизское министерство образования инициировало создание еврейского института под руководством Симона Диманштейна, предназначенного для алфавитизации евреев-сефардов. В 1929 году Александр Володарский, бывший студент ешивы из Витебска, стал лидером ашкеназской еврейской общины Оша после изгнания из Беларуси из-за исполнения религиозных обрядов.

## Вторая мировая война и послевоенное время
Вторая мировая война вынудила более 20 000 евреев-ашкенази бежать в Кыргызстан из оккупированных нацистами западных частей СССР. Еврейская театральная труппа Варшавы с известной актрисой Идой Каминской (1899−1980) была эвакуирована в Бишкек, а после войны вернулась в Европу. Во время войны театр выступал в Бишкеке на идиш и русском языках.
К 1945 году около 70 евреев бишкекской общины ежедневно посещали местную синагогу, в праздники их число увеличивалось до 2500. Позже в синагоге стали проводить также сефардские молитвы за сефардскую общину города. В 1950-е годы евреи Бишкека стали доминировать в местном университете, поликлиниках и школах, хотя еврейская община составляла всего лишь около 3 % от населения города. Евреи и Бишкека и других городов предпочитали жить в центре.
В 1970-е годы небольшому числу евреев удалось эмигрировать в Израиль, хотя советское правительство препятствовало их эмиграции. Позже, и особенно с 1989 года и далее, подавляющее большинство еврейской общины Кыргызстана эмигрировало в Израиль. На 2018 год в Кыргызстане жило лишь около 400 евреев.

## Современный период
Евреи-ашкенази впервые прибыли в Кыргызстан с её завоеванием русскими. В 1885 году в городе Караколе был зарегистрирован один еврей, к 1900 году — семь, а к 1910 году — 31 еврей. Если в 1885 году в Бишкеке было восемь евреев, то к 1913 году — 43 еврея.
В начале XX-го века многие еврейские бизнесмены вели дела в Киргизской области, среди них Юрий Давыдов, владевший хлопчатобумажными фабриками в Ферганской долине, Борис Каган, создавший сеть книжных магазинов, и братья Поляковы, основавшие филиал «Азово-Донского коммерческого банка». Многие ашкеназские евреи стали эмигрировать в Кыргызстан из европейской части России из-за потребности во врачах, учителях и инженерах.

## Религиозная жизнь
Еврейская община города Ош покупала свои свитки Торы у соседней общины узбекской Бухары.
До 1915 года в Кыргызстане не было синагог. Ближайшие были в Верном, ныне Алма-Ата в Казахстане, Ташкенте, Самарканде и Фергане в Узбекистане. В городе Ош проживала самая большая еврейская община Кыргызстана, состоящая из сефардских евреев, которые имели собственное еврейское кладбище за городом. Во всех остальных киргизских городах евреев хоронили на отдельных участках общих мусульманско-христианских кладбищ.
В Кыргызстане не было еврейского образования, поэтому некоторые сефардские евреи Оша отправляли своих детей учиться в хедер в Самарканде. Евреи-ашкенази публично не исповедовали иудаизм, их дети учились в русских школах.
В 2000 году раввин Арье Райхман, член Альянса раввинов в исламских государствах, был направлен движением Хабад в Бишкек в качестве главного раввина. В настоящее время существует еврейская дневная школа под названием «При Эц-Хаим», в которой обучают ивриту и еврейским текстам. В XXI веке, несмотря на значительный отток еврейского населения и небольшой размер остающейся в республике общины, сосредоточенной в Бишкеке, действуют еврейское общество «Менора», синагога и издаётся ежемесячная еврейская газета «Мааян». Община характеризуется межрелигиозными браками и светской практикой.

## Кладбища
Еврейские могилы можно найти на старом и новом кладбищах Бишкека на отдельных участках, о которых обычно знают работники местных кладбищ. В Джалал-Абаде, на местном кладбище, еврейские могилы отмечены обычно знаком Маген Давид.